# Joachim Jenkner
Joachim Kurt Eduard Jenkner (* 1. September 1905 in Berlin; † 12. März 1947 in Atamanowka, Oblast Saratow) war ein deutscher Landrat.

## Leben und Wirken
Über die Biographie von Jenkner ist nur wenig bekannt. Zum 1. Oktober 1930 trat er in die NSDAP ein (Mitgliedsnummer 335.001), am 1. Juli 1931 in die SS (SS-Nummer 12.787). Ab 1932 stieg er in der SS bis zum Rang eines SS-Hauptsturmführers (November 1936) auf und wurde im Stab des SS-Abschnitts XXIV (Oppeln) eingesetzt. Er legte am 15. Februar 1934 die Große Staatsprüfung ab, im folgenden Jahr, am 1. April 1935 wurde er in den Nationalsozialistischen Rechtswahrerbund aufgenommen.
Als Regierungsrat trat er in den Staatsdienst und erhielt eine Stelle beim Oberpräsident in Breslau. Im März 1942 wurde er von dort zunächst kommissarisch und mit Wirkung vom 15. September 1942 endgültig Landrat im Landkreis Rosenberg O.S. im Regierungsbezirk Oppeln. Diese Funktion nahm er bis zum Ende des Zweiten Weltkrieges wahr. 
Am 9. Mai 1945 geriet er in sowjetische Kriegsgefangenschaft und wurde zunächst im Lager 238 (bei Saratow) und später im Lager 368 (bei Engels) interniert. Er starb im Lazarett in Atamanowka bei Saratow am 12. März 1947.  